# Castelo Venlaw

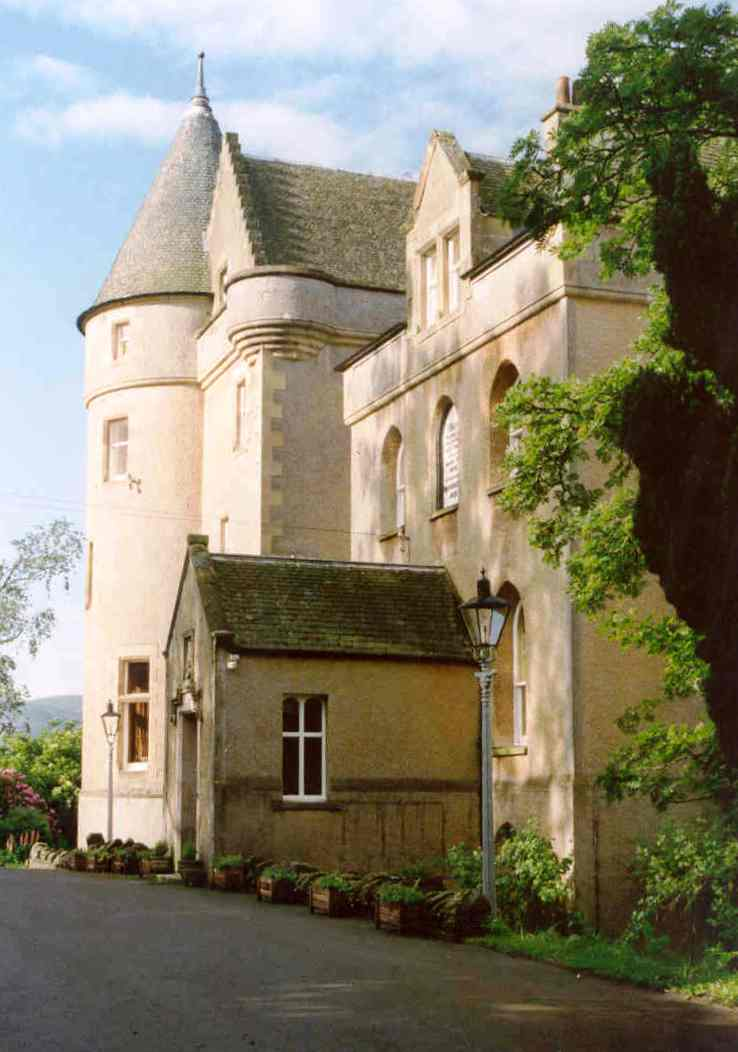
Castelo Venlaw, Escócia.

O Castelo Venlaw (em inglês:  Venlaw Castle) é um castelo do século XII localizada em Peebles, Scottish Borders, Escócia.

## História
Foi construído no mesmo local do antigo Castelo Smithfield que pertenceu aos Dickson de Winkston. A propriedade foi vendida à família March, e depois aos Stevenson. Enquanto esteve na posse de Alexander Stevenson - Xerife de Peebles (cerca de 1782), ele mudou o nome para Venlaw (tirada de uma colina adjacente) e construiu a casa original gótica, ligeiramente alterada. A irmã de Stevenson desfez-se da propriedade em 1789 e vendeu-a a Ludovic Grant, um escritor de Edimburgo, que por sua vez vendeu-a a William Grant, que por sua vez vendeu ao Major Archibald Erskine.

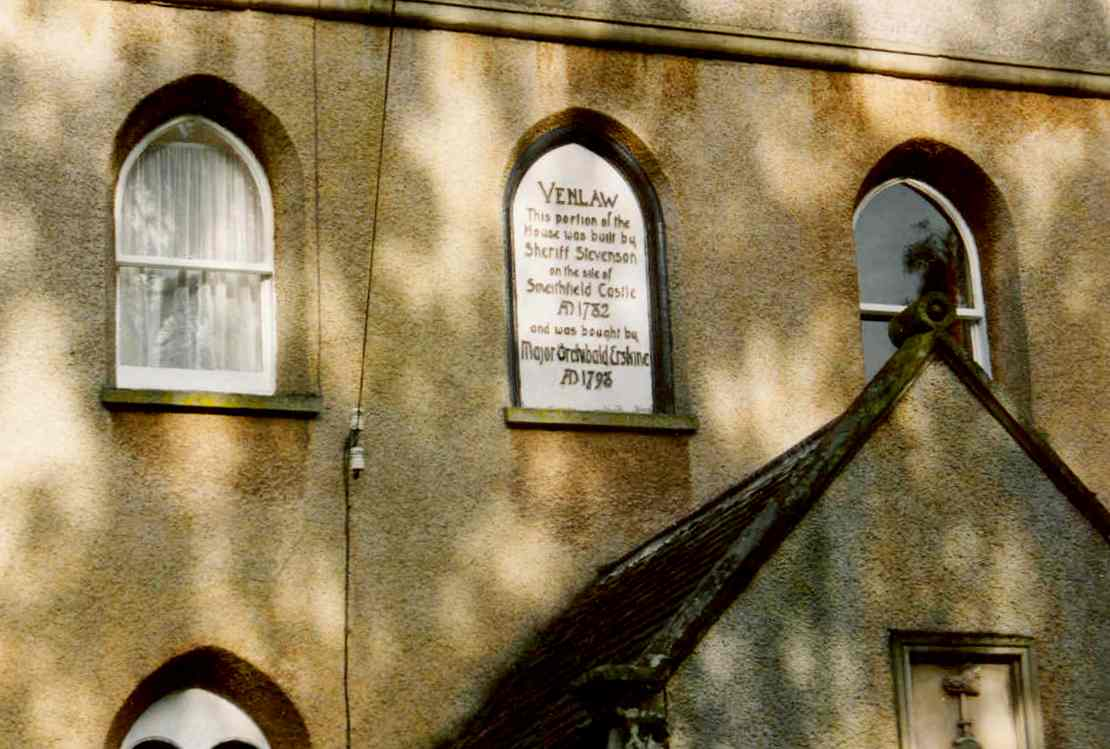
Lage de pedra sobre a porta recorda a reconstrução em 1782 por Alexander Stevenson

A casa passou durante gerações na família de Erskine, até que em 1862, passou para James Elphinstone Erskine e Margaret Constable, sua mulher. Acrescentaram-lhe mais um piso à casa original e foram responsáveis pela ala baronial no lado sul. O pátio foi desenhado e construído pelo Reverendo John Constable de Marston Biggot - pai de Margaret.
James Erskine depois alistou-se na Marinha Real em 1852, chegando a Almirante de frota Real de 1902 até à sua retirada em 1908. Um destacamento da Cruz Vermelha Britânica, montou uma base na zona em 1911-12. Durante a Primeira Guerra Mundial, casas eram usadas como hospitais e mansões como locais de convalescença. Venlaw foi usada como casa para 12 oficiais da marinha e em 1915 aumentou para 30, tendo sido mais tarde aceite como parceiro do Hospital de Cruz Vermelha.
O filho de James Erskine, o Tenente Comandante David Erskine vendeu a propriedade em 1924 a Richard Davidson, um antigo plantador de chá na Índia e que por sua vez vendeu-a em 1946, tendo sido a última vez que ficava em mãos privadas.
Alexander Cumming e a sua mulher Jean Brownlee compraram a propriedade e abriram um hotel em 1949 e que manteve-se na família até 1997, quando os atuais donos mudaram o nome para Castelo Venlaw Hotel.
Encontra-se classificado na categoria "B" do "listed building" desde 23 de fevereiro de 1971.